# Asteroschema capensis
Asteroschema capensis is een slangster uit de familie Asteroschematidae.
De wetenschappelijke naam van de soort werd in 1925 gepubliceerd door Theodor Mortensen.